# Menisk

Menisk w kapilarze A – wklęsły, B – wypukły.

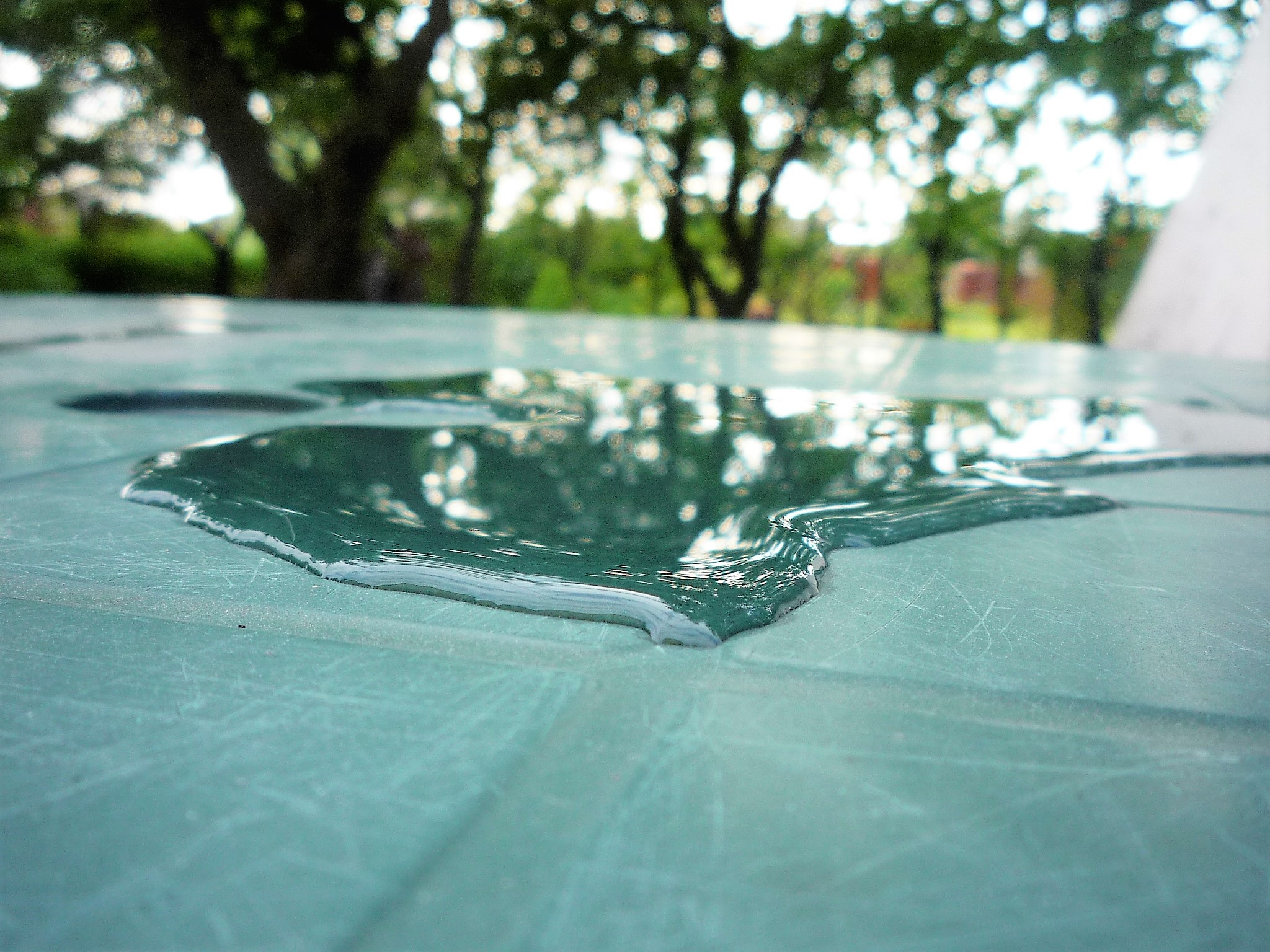
Woda rozlana na płaskiej powierzchni poziomej utworzyła menisk wypukły

Menisk (gr. menískos zdrobn. od méne „księżyc”) – zakrzywienie powierzchni swobodnej cieczy w pobliżu rozdzielenia od siebie powierzchni swobodnej cieczy i ciała stałego lub innej niemieszającej się cieczy. 
Kształt menisku i kierunek jego wypukłości zależy od:
- w przypadku dwóch cieczy: wypadkowej energii powierzchniowej obu stykających się faz.
- w przypadku układu – ciecz–gaz od wypadkowej energii powierzchniowej ścianek naczynia i sumarycznego napięcia powierzchniowego lustra cieczy (oprócz własności samej cieczy jest też zależny od rozmiarów lustra cieczy, który wynika z przekroju naczynia).

Dla układu gaz–ciecz w rurce z materiału trudno zwilżalnego przez tę ciecz (np. rtęć w rurce szklanej) ciecz tworzy menisk wypukły. Jeżeli ciecz odpowiednio dobrze zwilża materiał rurki (np. etanol w rurce szklanej), tworzy się menisk wklęsły. W ostatnim przypadku, przy bardzo wąskim przekroju rurki (różnym dla każdego układu ciecz–materiał ścianek) pojawia się efekt kapilarny, polegający na tendencji do pełznięcia cieczy w rurkach o niewielkiej średnicy lub w materiale porowatym o niewielkich i połączonych porach. Efekt ten jest na tyle silny, że woda w cienkich rurkach podnosi się nawet na wysokość kilku metrów.
Menisk:
- wklęsły (powierzchnia cieczy w pobliżu ścianek zakrzywia się w górę – obrazek „A”) – występuje, gdy siły oddziaływania między cząsteczkami cieczy i ścianek są większe od sił oddziaływania między cząsteczkami cieczy,
- wypukły (powierzchnia cieczy w pobliżu ścianek zakrzywia się w dół – obrazek „B”) – występuje, gdy siły oddziaływania między cząsteczkami cieczy i ścianek są mniejsze od sił oddziaływania między cząsteczkami cieczy.